# 6270 Kabukuri
A 6270 Kabukuri (ideiglenes jelöléssel 1991 BD) a Naprendszer kisbolygóövében található aszteroida. Inoda & Urata fedezte fel 1991. január 18-án.